# Évolution (film, 2015)
Pour les articles homonymes, voir Évolution.
Pour plus de détails, voir Fiche technique et Distribution.
Évolution est un film fantastique belgo-espagnol-français coécrit et réalisé par Lucile Hadzihalilovic, sorti en 2015.
Il est présenté dans la sélection « Vanguard » au Festival international du film de Toronto 2015.

## Synopsis
Dans un village sur une île ne vivent que quelques femmes et leurs enfants qui sont tous des garçons. Parmi eux, il y a Nicolas à qui sa mère donne un médicament tous les jours pour soigner une mystérieuse maladie.

## Fiche technique
- Titre original : Évolution
- Réalisation : Lucile Hadzihalilovic
- Scénario : Lucile Hadzihalilovic et Alanté Kavaïté
- Musique : Zacarías M. de la Riva, Jesús Díaz, Michel Redolfi, Marcel Landowski et Cyclobe
- Décors : Laïa Colet
- Costumes : Jackye Fauconnier
- Photographie : Manuel Dacosse
- Son : Fabiola Ordoyo et Marc Orts
- Montage : Nassim Gordji-Tehrani
- Production : Sylvie Pialat ; Jérôme Vidal (coproducteur) ; Sebastian Alvarez, Geneviève Lemal et John Engel (coproducteurs à l'étranger)
- Sociétés de production : Les Films du Worso ; Noodles Production (coproduction) ; Volcano Films, Scope Pictures et Left Field Ventures (coproductions étrangères) ; SOFICA Indéfilms 3 (en association avec)
- Société de distribution : Potemkine Films
- Pays de production :  France ;  Espagne ;  Belgique
- Langue originale : français
- Budget : 1,3 million d'euros
- Format : couleur — 2,35:1 — son Dolby Digital
- Genres : drame, fantastique, horreur
- Durée : 81 minutes
- Dates de sortie[1] : 
  - Canada : 14 septembre 2015 (Festival international du film de Toronto 2015)
  - Espagne : 19 septembre 2015 (Festival international du film de Saint-Sébastien 2015)
  - France : 31 octobre 2015 (Utopiales) ; 16 mars 2016 (nationale)
  - Belgique : 2 mars 2016 (Festival international du film d'Offscreen) ; 16 mars 2016 (nationale)

## Distribution
- Max Brebant : Nicolas
- Julie-Marie Parmentier : la mère
- Roxane Duran : Stella, l'infirmière
- Nathalie Le Gosles : le docteur
- Mathieu Goldfeld : Victor
- Nissim Renard : Franck
- Pablo-Noé Étienne : Lucas

## Production

### Tournage
Lucile Hadzihalilovic et l'équipe du tournage se sont déplacés sur les Îles Canaries, précisément à Lanzarote.

## Accueil

### Sorties internationales
Après la sélection officielle du film Évolution au Festival international du film de Toronto en septembre 2015, l'avant-première en France a lieu le 31 octobre 2015 au festival Utopiales à Nantes avant de le projeter dans les salles à partir du 16 mars 2016.
La Belgique l'a vu au festival Offscreen en mars 2016 avant sa sortie nationale.

### Accueil critique
En France, l'accueil critique est mitigé : le site Allociné recense une moyenne des critiques presse de 3,5/5, et des critiques spectateurs à 2,1/5. 
Didier Péron du Libération souligne : « Précise et magistrale, la composition de chaque plan est d’autant plus tirée au cordeau qu’il s’agit, peu à peu, d’approcher le risque de l’informe et de ce qui n’a pas encore de nom », ainsi que Romain Blondeau des Inrockuptibles signale que le film « n’est au fond qu’une version monstrueuse du « Petit Poucet », et toute la beauté vénéneuse du film tient dans la manière qu’a son auteur d’y projeter ses angoisses, fantasmes, souvenirs, reformulés en cauchemar symbolique. Espérons désormais qu’elle ne disparaisse pas pour les dix prochaines années ».
Côté négatif, plus ou moins, Alain Spira de Paris Match avoue que c'est « âpre, inhospitalier, tournant le dos au spectateur, ce film à l'hermétisme autiste et à la sous-couche nauséeuse n'offre, excepté ses qualités esthétiques indiscutables, qu'un seul intérêt : provoquer des duels oratoires sanguinaires ».

## Distinctions

### Récompenses
- Festival international du film de Saint-Sébastien 2015 :
  - Prix spécial du jury pour Lucile Hadzihalilovic
  - Prix du jury pour la meilleure photographie pour Manuel Dacosse
- Festival international du film de Stockholm 2015 : Meilleure photographie pour Manuel Dacosse
- Utopiales 2015 : Grand prix du jury[7]
- Festival international du film fantastique de Gérardmer 2016 :
  - Prix du jury ex-aequo
  - Prix de la critique

### Nominations
- AFI Fest 2015 : New Auteurs pour Lucile Hadzihalilovic
- Festival du film de Londres 2015 : « Competition » - Meilleur film pour Lucile Hadzihalilovic
- Festival international du film de Saint-Sébastien 2015 : Meilleur film pour Lucile Hadzihalilovic
- Festival international du film de Stockholm 2015 : Meilleur film pour Lucile Hadzihalilovic